# امانگ
امانگ (به فرانسوی: Amange) یک کامین در فرانسه است که در Canton of Rochefort-sur-Nenon واقع شده‌است.

## خصوصیات
امانگ ۶٫۷۷ کیلومترمربع مساحت و ۳۴۸ نفر جمعیت دارد.